# Rougeotiana ochreocosta
Rougeotiana ochreocosta là một loài bướm đêm trong họ Noctuidae.